# Геминген
Геминген (њем. Gemmingen) општина је у њемачкој савезној држави Баден-Виртемберг. Једно је од 46 општинских средишта округа Хајлброн. Према процјени из 2010. у општини је живјело 4.902 становника. Посједује регионалну шифру (AGS) 8125034.

## Географски и демографски подаци
Геминген се налази у савезној држави Баден-Виртемберг у округу Хајлброн. Општина се налази на надморској висини од 212 метара. Површина општине износи 19,1 km². У самом мјесту је, према процјени из 2010. године, живјело 4.902 становника. Просјечна густина становништва износи 257 становника/km².